# Masacre de Bvumba
La masacre de Bvumba (conocida como la Masacre de la Misión de Elim) fue un evento que tuvo lugar el 23 de junio de 1978 durante la guerra civil de Rodesia, cuando un grupo de guerrilleros nacionalistas negros pertenecientes al Ejército Africano para la Liberación Nacional de Zimbabue atacó una misión cristiana y asesinó a todos los misioneros que eran blancos mientras realizaban labores humanitarias.
La masacre se considera un evento importante debido a su brutalidad y el horror y sorpresa que causó en Rodesia (tanto en las poblaciones negras como blancas) y el resto del mundo angloparlante.

## Contexto
Rodesia fue colonizada desde 1890 por pioneros británicos procedes de Sudáfrica y finalmente se convirtió en una colonia británica; en 1923, el gobierno británico le otorgó mayor autonomía a través de un gobierno responsable. La población de Rodesia se componía de una mayoría negra que no poseía derechos civiles y una minoría blanca que concentraba todo el poder político y económico; pero el gobierno británico buscaba la creación de una nación no segregada donde blancos y negros gozaran de los mismos derechos, mientras que la minoría blanca de Rodesia se oponía firmemente a esto, hasta que en julio de 1964 esta minoría declaró su independencia del Reino Unido (acto que virtualmente no fue reconocido por ninguna otra nación) e instituyó un sistema análogo al apartheid de Sudáfrica, donde negros eran considerados como ciudadanos de segunda clase subordinados a la minoría blanca.  
Grupos nacionalistas negros iniciaron en este contexto una rebelión armada conformada principalmente por guerrilleros y conocida como la guerra civil de Rodesia (Rhodesian Bush War en inglés); uno de los grupos más numerosos y efectivos fue el del Ejército Africano para la Liberación Nacional de Zimbabue liderado por Robert Mugabe, quien finalmente se convertiría en dictador de Zimbabue durante décadas. Para evitar ataques de parte del gobierno, muchas unidades guerrilleras mantenían sus bases de operaciones en países vecinos como Mozambique que simpatizaban con ellos.
Desde el inicio, estos grupos guerrilleros emprendieron ataques terroristas contra civiles blancos que se volvieron relativamente comunes pero resultaron efectivos y más adelante desmoralizarían a la población blanca de Rodesia y los induciría a terminar la guerra negociando el fin de la segregación racial. 
En el conflicto, misioneros cristianos se convirtieron en frecuente blanco de ataques debido a que los guerrilleros atacaban a todo blanco sin importar su oficio y más que nada a razones ideológicas: los misioneros blancos eran considerados una influencia occidental negativa que era rechazada por los nacionalistas negros. Desde 1972 a 1978 poco menos de 40 habían sido masacrados; tan solo dos días antes de la masacre de Bvumba, dos misioneros alemanes jesuitas fueron asesinados al oeste de la capital Salisbury en la Misión de St. Rupert; pero la masacre de Bvumba sería la más sangrienta de todos los ataques a misioneros.

## Los misioneros
Una denominación cristiana conocida como la Iglesia Pentecostal de Elim realizaba labores de proselitismo religioso y tareas humanitarias ayudando a la poblaciones africanas más humildes en varias naciones africanas, incluyendo Sudáfrica, Ghana y Tanzania; uno de sus grupos estaba basado en un edificio ubicado en las montañas Bvumba, muy cerca de la frontera entre Mozambique y Rodesia, en un edificio que anteriormente había sido un internado académico conocido como el Eagle School. Ahí, los misioneros mantenían una escuela y un hospital que ofrecían sus servicios gratuitos a los habitantes locales.

## Masacre
El de 23 de junio de 1978 alrededor de las 3:00 de la tarde, unos seis guerrilleros pertenecientes al Ejército Africano para la Liberación Nacional llegó a Eagle School procedente desde Mozambique y separaron a todos los blancos de los negros.
Después de que fueran separados y concentrados en un solo lugar, alrededor de las 8:39 de la tarde, cuatro de las mujeres adultas fueron violadas y después todos los blancos fueron asesinados con bayonetas, hachas, culatas de rifles o cuchillos.

### Víctimas
Las víctimas fueron Catherine Picken de 50 años, Elizabeth Wendy Hamilton de 37, Philip George Evans de 29, Susan Evans de 33, Rebecca Evans de 4, Peter McCann de 30, Sandra McCann de 30, Philip McCann de 6, Joy McCann de 5, Robert John Lynn de 37, Joyce Lynn de 36 y Pamela Grace Lynn de 3 semanas. 
Las víctimas incluían tres matrimonios, dos mujeres solteras, tres niños y un bebé que tenía apenas 3 semanas de nacido; todos eran ciudadanos británicos. Varias de las víctimas fueron sacadas de sus hogares y despertadas, incluyendo a los niños: los tres vestían pijamas y sus cuerpos estaban abrazados al cuerpo de una mujer quien trató inútilmente de protegerlos.
Los civiles negros encontrados en el lugar no fueron lastimados; para evitar que intervinieran, los guerrilleros les dijeron que los blancos estaban siendo arrestados como un asunto de rutina y se les advirtió que no pidieran ayuda ni alertaran a las autoridades. A pesar de esto, los civiles negros de la misión trataron de ayudar a las víctimas blancas y lograron esconder a un blanco llamado Ian McGarrick que al final logró salvar la vida. Otra mujer, Marry Fischer, también fue atacada pero sobreviviría y fue encontrada inconsciente y gravemente herida por soldados rodesianos quienes la enviaron a un hospital en Umtali, capital de la provincia de Manicalandia.

## Consecuencias
La masacre causó reacciones de incredulidad y horror en toda Rodesia, incluyendo entre la comunidad negra, y en todo el mundo angloparlante, especialmente en Reino Unido. Por su parte, los misioneros se negaron a dejar de realizar sus labores humanitarias en la región y su líder de la misión pentecostal, Reverendo Ronald Chapman, reubico a todos los misioneros en un pueblo cercano, de manera que los religiosos dejaron de vivir en la escuela y a partir de entonces tendrían que viajar del pueblo a la escuela para trabajar.
Tanto las fuerzas de seguridad de Rodesia como el grupo guerrillero nacionalista se culparon uno al otro de la masacre, pero finalmente se demostraría que habían sido los guerrilleros los culpables y el gobierno británico del entonces Primer Ministro, James Callaghan, descubriría evidencia sólida de que el Ejército Africano para la Liberación Nacional de Zimbabue liderado por Robert Mugabe se encontraba detrás de la masacre (muy probablemente con el involucramiento directo del mismo Mugabe); sin embargo, Callaghan decidió ignorar esta información por razones políticas ya que en ese entonces se estaban llevando a cabo las negociaciones de paz para poner fin al gobierno racista y a la guerrilla negra y Callaghan no deseaba que este proceso se viera entorpecido o detenido. Adicionalmente, todos los testigos negros de la masacre declararon que los atacantes eran negros y que se identificaron explícitamente como miembros de la guerrilla nacionalista; más aún, días después se descubrieron documentos como diarios en los cuerpos de guerrilleros muertos en combate en los que se indicaba que ellos habían cometido la masacre.
Por tanto, hoy en día se acepta ampliamente que fue el grupo guerrillero de Mugabe el responsable de la masacre, aunque es incierto que él personalmente haya estado involucrado (pero esto parece probable). Sin embargo, Mugabe dijo no haber estado al tanto de la operación antes de que sucediera y que solo se enteró hasta después; posteriormente ofrecería una disculpa y aseguro haber castigado al guerrillero a cargo de la masacre, que era un joven que lidero a un pelotón guerrillero y tenía 19 años en el momento de la masacre, de nombre Gary Hover (alias: "Devil Hondo"). Al terminar la guerra, Hove expresó profundo arrepentimiento por la masacre; también se convertiría al cristianismo, pediría perdón a los misionarios y se uniría a las misiones protestantes en Zimbabue después de que los misioneros expresaron haberlo perdonado sin reservas por sus crímenes.
Actualmente se considera que la masacre simboliza el grado de brutalidad que se vivieron durante la guerra civil de Rodesia; pero a pesar de esto, la literatura académica e historiografía existente sobre este evento son bastante escasos.